# 不确定性原理

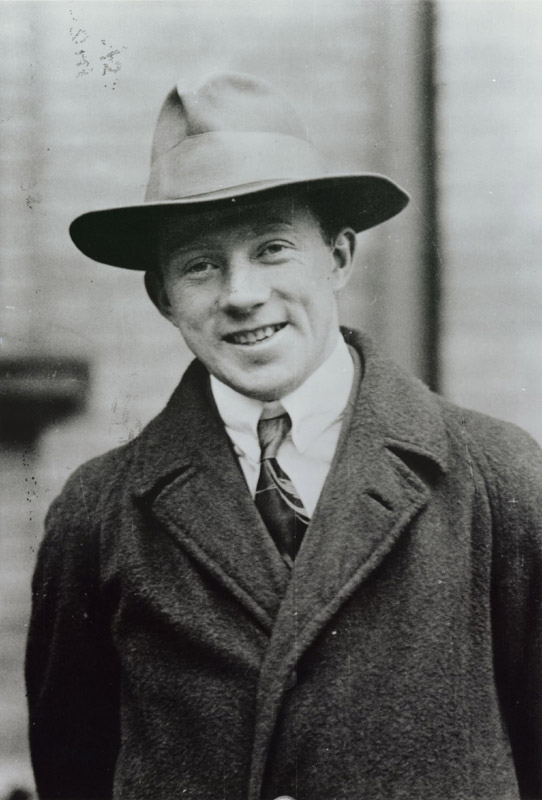
維爾納·海森堡

在量子力學裏，不確定性原理（uncertainty principle，又譯測不準原理）表明，粒子的位置與動量不可同時被確定，位置的不確定性越小，則動量的不確定性越大，反之亦然。:引言對於不同的案例，不確定性的內涵也不一樣，它可以是觀察者對於某種數量的信息的缺乏程度，也可以是對於某種數量的測量誤差大小，或者是一個系綜的類似製備的系統所具有的統計學擴散數值。:第1節
維爾納·海森堡於1925年發表論文《論量子理論運動學與力學的物理內涵》(On the quantum-theoretical reinterpretation of kinematical and mechanical relationships)給出這原理的原本啟發式論述，希望能夠成功地定性分析與表述簡單量子實驗的物理性質。這原理又稱為「海森堡不确定性原理」。:62-84同年稍後，厄爾·肯納德嚴格地數學表述出位置與動量的不確定性關係式。兩年後，霍華德·羅伯森又將肯納德的關係式加以推廣。
类似的不确定性關係式也存在于能量和时间、角动量和角度等物理量之间。由於不確定性原理是量子力學的基要理論，很多一般實驗都時常會涉及到關於它的一些問題。有些實驗會特別檢驗這原理或類似的原理。例如，檢驗發生於超導系統或量子光學系統的「數字－相位不確定性原理」。對於不確定性原理的相關研究可以用來發展引力波干涉儀所需要的低噪聲科技。

## 歷史
1925年6月，海森堡在論文《運動與機械關係的量子理論重新詮釋》（Quantum-Theoretical Re-interpretation of Kinematic and Mechanical Relations）裏表述出矩陣力學。從此舊量子論漸趨式微，現代量子力學的時代正式開啟。矩陣力學大膽地假設，經典的運動概念不適用於量子層級，束縛在原子內部的電子並不具有明確定義的軌道，而是運動於模糊不清，無法觀察到的軌道，其對於時間的傅立葉變換只涉及到因量子躍遷而產生的可以被觀察到的電磁輻射的離散頻率。:275-279
海森堡在論文裏提出，只有在實驗裏能夠觀察到的物理量才具有物理意義，才可以用理論描述其物理行為，其它都是無稽之談。因此，他刻意避開任何涉及粒子運動軌道的詳細計算，例如，粒子隨著時間而改變的確切運動位置，因為，這運動軌道是無法直接觀察到的，替代地，他專注於研究電子躍遷時，所發射出的電磁輻射的離散頻率和強度。他計算出代表位置與動量的無限矩陣。這些矩陣能夠正確地預測電子躍遷所發射出光波的強度。:275-279:29-30
同年6月，在閱讀了海森堡的論文之後，馬克斯·玻恩發現，海森堡的數學運算原來就是他在學生時代學到的矩陣微積分。另外，在分別表示位置與動量的兩個無限矩陣之間存在著一種很特別的關係──正則對易關係，以方程式表示為：
{\displaystyle [x,\,p]=xp-px=i\hbar }。
但是，他們並不了解這重要結果的意義，他們無法給予合理的詮釋。

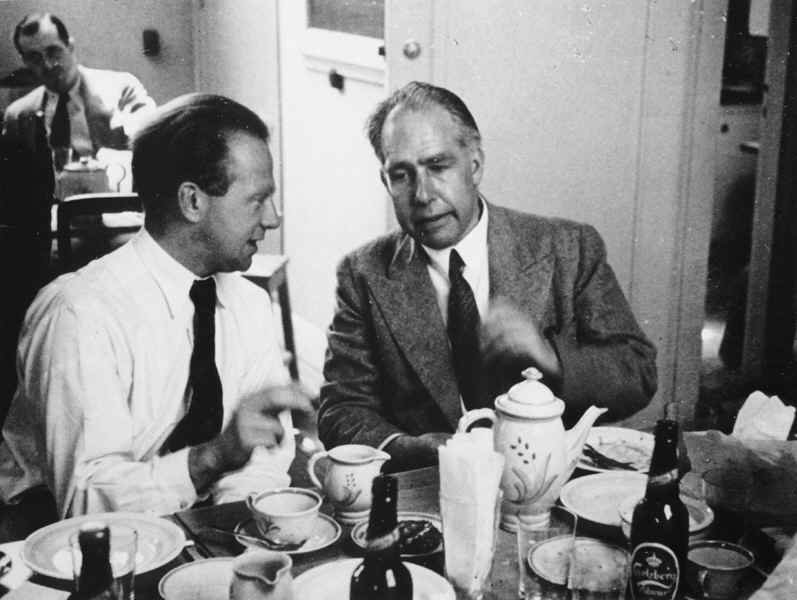
海森堡與波耳共同討論問題

1926年，海森堡任聘為哥本哈根大學尼爾斯·波耳研究所的講師，協助尼爾斯·波耳做研究。隔年，他發表了論文《論量子理論運動學與力學的物理內涵》（On the physical content of quantum theoretical kinematics and mechanics）。在這篇論文裏，他嚴格要求遵守實證主義：只有在可以設定的實驗環境下對於粒子的某種數量做測量，則這數量才具有物理意義，否則這數量不具有任何物理意義。:208他接著解釋，任何實驗測量都會遭遇誤差，因此，這數量的物理意義也只能被確定至某種程度。例如，假設使用顯微鏡來測量粒子的位置，對於粒子的位置的測量會不可避免地攪擾了粒子的動量，造成動量的不確定性。海森堡緊跟著給出他的不確定性原理：越精確地知道位置，則越不精確地知道動量，反之亦然。不確定性原理能夠直接地詮釋位置與動量的正則對易關係：假若測量位置不會攪擾動量，測量動量不會攪擾位置，則測量位置與動量不需要顧慮到先後關係，位置與動量的正則對易關係會變為{\displaystyle [x,\,p]=xp-px=0}。:64, 68
在這篇論文裏， 海森堡寫出公式
{\displaystyle \Delta x\Delta p\approx h}。
這公式給出了任何位置測量所造成的最小無法避免的動量不確定值，但是他沒有給予{\displaystyle \Delta x}和{\displaystyle \Delta p}確切的定義。在海森堡的芝加哥講義裏，他又進一步改善了這關係式：
{\displaystyle \Delta x\Delta p\gtrsim h}。
1927年，厄爾·肯納德首先證明了現代不等式：
{\displaystyle \Delta x\Delta p\geq \hbar /2}；
其中，{\displaystyle \Delta x}是位置標準差，{\displaystyle \Delta p}是動量標準差，{\displaystyle \hbar }是約化普朗克常數。
海森堡只給出關於高斯波包案例的不等式。
1929年，霍華德·羅伯森推導出基於對易關係的不確定關係式。

## 三種表述
不確定性原理主要有三種不可行表述：:1
- 順序測量不確定性原理：不可能在測量位置時完全不攪擾動量，反之亦然。
- 聯合測量不確定性原理：不可能對於位置與動量做聯合測量（英语：joint measurement），即同步地測量位置與動量，只能做近似聯合測量。
- 製備不確定性原理：不可能製備出量子態具有明確位置與明確動量的量子系統。

很多學者主張，追根究柢，這三種表述等價，可以從其中任意一種表述推導出另一種表述，然而，在這方面的論述，並不很明確。:10:281-283

### 順序測量不確定性原理
順序測量不確定性原理表明，對於粒子位置的測量不可避免地攪擾了粒子的動量（這結論可以從海森堡顯微鏡實驗獲得），以方程式表示，:8-11:281-283
{\displaystyle \Delta x_{measure}\Delta p_{perturb}\geq \hbar /2}；
其中，{\displaystyle \Delta x_{measure}}是測量位置所出現的誤差，{\displaystyle \Delta p_{perturb}}是動量被測量位置的動作所攪擾才出現的誤差。
反之亦然，對於粒子動量的測量不可避免地攪擾了粒子的位置（這結論可以從多普勒速率表實驗獲得），以方程式表示，:66:11-12
{\displaystyle \Delta x_{perturb}\Delta p_{measure}\geq \hbar /2}；
其中，{\displaystyle \Delta p_{measure}}是測量動量所出現的誤差，{\displaystyle \Delta x_{perturb}}是位置被測量動量的動作所攪擾才出現的誤差。
順序測量不確定性原理時常會被曲解，有些人認為，由於測量儀器有技術瑕疵，才會得到與不確定性原理相符合的結果，假若能夠使用更精良的儀器，應該可以獲得違背不確定性原理的結果。但這想法並不正確，當初海森堡表述不確定性原理時，他設計的海森堡顯微鏡實驗是一種思想實驗，其所使用的是假想最精良的儀器，在假想最理想的環境裏工作，因此，對於在微觀世界裏的測量動作，由不確定性原理所規定的基於普朗克常數的限制是無法突破的。:233-234
任何科學理論都必須通過嚴格實驗驗證，否則只能視為偽科學。海森堡並沒有對於不確定性原理給出任何實驗驗證。由於嚴格實驗驗證需要非常精良的儀器，直到近期，才有實驗達成測試不確定性原理的目標。:第2.4節

#### 海森堡顯微鏡實驗

海森堡假想測量電子（藍點）位置的伽瑪射線顯微鏡。波長為的偵測伽瑪射線（以綠色表示），被電子散射後，進入孔徑角為的顯微鏡的透鏡，其直徑為。散射後的伽瑪射線以紅色表示

海森堡主張，只有在可以設定的實驗環境下對於粒子的位置做測量，則位置才具有物理意義，否則位置不具有任何物理意義。為了展示怎樣測量位置以及會產生甚麼樣的後續狀況，海森堡設計出伽瑪射線顯微鏡思想實驗。在這實驗裏，一束光線被照射於一個電子，然後用顯微鏡的透鏡來蒐集被電子散射的光線，從而獲得電子的位置數據。光線的波長越短，可以越準確地測量電子位置，但是，光線的動量也會變大，而且會因為被散射而傳輸動量給電子，其數量無法被確定。波長越長的光線，動量越小，電子的動量不會因為散射而大大地改變。可是，電子的位置也只能大約地被測知。根據經典光學理論，透鏡的分辨本領為:47-50
{\displaystyle \Delta x\approx \lambda /2\theta }；
其中，{\displaystyle \Delta x}是電子位置的不確定性，{\displaystyle \lambda }是光線的波長，{\displaystyle \theta }是孔徑角。
假設光線被散射進入顯微鏡的透鏡，則它的軌跡與透鏡的光軸兩者之間的夾角角弧必小於{\displaystyle \theta }，它的動量大約與原本動量{\displaystyle p}相同 ，垂直於光軸的動量分量必小於{\displaystyle p\sin(\theta )}，由於不知道軌跡與光軸的夾角角弧，因此無法計算出{\displaystyle \Delta p_{x}}的確切數值。按照動量守恆定律，光線所失去的動量是電子所增添的動量，所以電子動量因被光線散射而產生的不確定性{\displaystyle \Delta p_{x}}約為
{\displaystyle \Delta p_{x}\approx p\sin(\theta )\approx p\theta }。
綜合上述兩個方程式，可得到與孔徑角無關的公式
{\displaystyle \Delta x\Delta p_{x}\approx p\lambda /2}。
這公式是從兩個經典理論求得，完全沒有用到任何量子理論。在經典力學裡，若要減小乘積{\displaystyle \Delta x\Delta p_{x}}，有兩種方法，一是使用波長越短的光線越好，這意味著使用伽瑪射線，二是減低輻照度，因為電磁輻射的動量與輻照度成正比。若能促使波長越短，輻照度越低，則乘積{\displaystyle \Delta x\Delta p_{x}}就會變得越小，沒有任何基礎限制對於不確定性乘積給出約束。然而，在量子力學裡，當輻照度降低到某種程度時，必須要將光的顆粒性納入考量，必須思考一個光子與一個電子相遇時所發生的康普頓散射，根據德布羅意假說，
{\displaystyle p=h/\lambda }。
將這公式帶入乘積{\displaystyle \Delta x\Delta p_{x}}的公式，可以得到海森堡的不確定性關係式:21
{\displaystyle \Delta x\Delta p_{x}\approx h/2}。
在這實驗裏，被測量的物理量是位置，{\displaystyle \Delta x}是測量誤差{\displaystyle \Delta x_{measure}}，而被攪擾的物理量是動量，{\displaystyle \Delta p_{x}}是攪擾誤差{\displaystyle \Delta p_{perturb}}，因此，
{\displaystyle \Delta x_{measure}\Delta p_{perturb}\approx h/2}。
在古典力學裏，在測量物體時，攪擾可以被消減得越小越好，但在量子力學裏，對於這攪擾存在著一個基礎限制，並且，這攪擾無法被控制、無法被預測、無法被修正。海森堡顯微鏡實驗創新地給出這限制:47-50。
至此，海森堡的論述仍舊不完整，他尚未解釋怎樣獲知粒子的動量。假若能測量到粒子的動量，才能給予粒子的動量實際意義，否則，粒子的動量不具意義，「粒子的動量被攪擾」這句話也不具意義。更多內容，請查閱條目海森堡顯微鏡實驗。

#### 單狹縫衍射

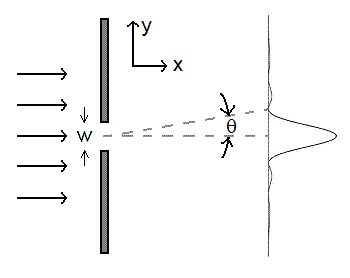
單狹縫實驗示意圖

粒子的波粒二象性的概念可以用來解釋位置不確定性和動量不確定性的關係。自由粒子的波函數為平面波。假設，這平面波入射於刻有一條狹縫的不透明擋板，平面波會從狹縫衍射出去，在檔牆後面的偵測屏，顯示出干涉圖樣。根據單狹縫衍射公式，從中央極大值位置（最大波強度之點）到第一個零點（零波強度之點）的夾角{\displaystyle \theta }為:64-66
{\displaystyle \sin \theta =\lambda /w}；
其中，{\displaystyle \lambda }是平面波的波長，{\displaystyle w}是狹縫寬度。
給定平面波的波長，狹縫越窄，衍射現象越寬闊，{\displaystyle \theta }越大；狹縫越寬，衍射現象越窄縮，{\displaystyle \theta }越小。
當粒子穿過狹縫之前，在粒子前進的方向（x方向）的動量為{\displaystyle p}，在y方向的動量{\displaystyle p_{y}}是零。穿過狹縫時，粒子的動量遭遇攪擾。{\displaystyle p_{y}}的不確定性{\displaystyle \Delta p_{y}}大約是
{\displaystyle \Delta p_{y}\approx p\sin \theta \approx p\lambda /w}
當粒子穿過狹縫時，粒子的位置不確定性{\displaystyle \Delta y}是狹縫寬度：{\displaystyle \Delta y\approx w}。
所以，位置不確定性與動量不確定性的乘積大約為
{\displaystyle \Delta y\Delta p_{y}\approx \lambda p}。
從德布羅意假說，
{\displaystyle \lambda =h/p}。
所以，位置不確定性與動量不確定性遵守近似式 
{\displaystyle \Delta y\Delta p_{y}\approx h}。
在這實驗裏，被測量的物理量是位置，{\displaystyle \Delta y}是測量誤差{\displaystyle \Delta y_{measure}}，而被攪擾的物理量是動量，{\displaystyle \Delta p_{y}}是攪擾誤差{\displaystyle \Delta p_{perturb}}，因此，
{\displaystyle \Delta y_{measure}\Delta p_{perturb}\approx h}。

### 聯合測量不確定性原理
聯合不確定性原理表明，不可能對於位置與動量做聯合測量，即同步地測量位置與動量，只能做出近似聯合測量，其誤差遵守不等式:281-283
{\displaystyle \Delta {x}\Delta {p}\geq \hbar /2}；
其中，{\displaystyle \Delta {x}}與{\displaystyle \Delta {p}}分別為位置與動量的測量誤差。
假設一個量子系統的兩個可觀察量A、B是另外一個可觀察量C的函數，即A=f(C)與B=g(C)，則稱可觀察量A、B可以被「聯合測量」（又稱為同步測量）。假若兩種可觀察量的對易算符不等於0，即它們不相互對易，則稱它們為「不相容可觀察量」。聯合測量兩個不相容可觀察量是不可行的。:110-112
在經典力學裡，可以同步測量宏觀物體的位置與動量，但是，量子力學的標準形式論不准許聯合測量粒子的位置與動量，這是因為標準形式論的可觀察量不具備這種功能。近期，物理學者將標準形式論加以延伸，提出正值算符測度的理論，正值算符測度可以用來表述聯合測量。但是，在這裡每一種測量都必須是模糊測量，換句話說，聯合準確測量（同步準確測量）粒子的位置與動量是不可行的，因為粒子的位置與動量是不相容可觀察量。:第4節

### 製備不確定性原理
製備不確定性原理指出，不可能製備出量子態具有任意明確位置與任意明確動量的量子系統，換句話說，所有製備出的量子系統，其量子態的位置與動量必須遵守不等式:281-283
{\displaystyle \sigma _{x}\sigma _{p}\geq \hbar /2}；
其中，{\displaystyle \sigma _{x}}與{\displaystyle \sigma _{p}}分別為位置與動量的標準差，{\displaystyle \hbar }是約化普朗克常数。
從製備量子系統的角度來看，設想一個量子系統被複製成很多份，每一份系統都是用同樣方法製備而成，那麼，它們都具有同樣的量子態，總稱它們為一個系綜，因此，量子態代表一個系綜的同樣方法製備出來的量子系統。現在對每一份系統測量任意可觀察量A，一般而言，這些測量會得到不同的結果，它們形成了一種概率分布。從量子態計算出來的可觀察量A的理論概率分布，在複製數量趨於無窮大的極限，會與測量實驗所獲得可觀察量A概率分布完全一致。:第4節
量子系統的物理行為可以用波函數來描述，波函數的絕對值平方是量子系統的概率分布。概率分布的寬度或擴展可以用標準差或某種測度來量度。波函數也可以用來計算出位置或動量的概率分布，從而獲得以位置與動量的標準差來表達的不確定性關係式。這關係式表達出符合量子力學對於製備量子系統所設定的限制，是製備不確定性原理的表達式。:第6節由同樣方法製備而成的多個量子系統，它們會具有的某些類似的性質，但也會具有某些不同的性質，它們所具有的性質不可能每一種都相同。":361
在波動力學裏，波函數描述粒子的量子行為。在任意位置，波函數的絕對值平方是粒子處於那位置的機率；機率越高，則粒子越常處於那位置。動量則與波函數的波數有關。:第16節
根據德布羅意假說，物質具有波動性質，會展示出像物質波一般的物理性質，因此，粒子的位置可以用波函數{\displaystyle \Psi (x,t)}來描述。假設這波函數的空間部分{\displaystyle \psi (x)}是單色平面波，以方程式表示
{\displaystyle \psi (x)\propto e^{ik_{0}x}=e^{ip_{0}x/\hbar }}；
其中，{\displaystyle k_{0}}是波數，{\displaystyle p_{0}}是動量。
玻恩定則表明，波函數可以用來計算機率，在位置{\displaystyle a}與{\displaystyle b}之間找到粒子的機率{\displaystyle P}為
{\displaystyle P[a\leq x\leq b]=\int _{a}^{b}|\psi (x)|^{2}\,\mathrm {d} x}。
對於單色平面波案例，{\displaystyle |\psi (x)|^{2}}是均勻分佈，這粒子的位置極端不確定，因為，它在{\displaystyle a}與{\displaystyle b}之間任意位置的機率都一樣。
如右圖所示，思考一個由很多正弦波疊加形成的波函數：
{\displaystyle \psi (x)\propto \sum _{n}A_{n}e^{ip_{n}x/\hbar }}；
其中，{\displaystyle A_{n}}是{\displaystyle p_{n}}模的振幅。
取連續性極限，波函數是所有可能模的積分：
{\displaystyle \psi (x)={\frac {1}{\sqrt {2\pi \hbar }}}\int _{-\infty }^{\infty }\phi (p)\cdot e^{ipx/\hbar }\,\mathrm {d} p}；
其中，{\displaystyle \phi (p)}是模的振幅，稱為動量空間的波函數。
以數學術語表達，{\displaystyle \psi (x)}的傅立葉變換是{\displaystyle \phi (p)}，位置{\displaystyle x}與動量{\displaystyle p}是共軛物理量。將這些平面波疊加在一起的副作用是動量的不確定性變大，{\displaystyle \psi (x)}是很多不同動量的平面波組成的混合波。標準差{\displaystyle \sigma }定量地描述位置與動量的不確定性。粒子位置的機率密度函數{\displaystyle |\psi (x)|^{2}}可以用來計算標準差。使用更多平面波，可以減低位置的不確定性，即減低{\displaystyle \sigma _{x}}，但也因此增加動量的不確定性，即增加{\displaystyle \sigma _{p}}。這就是不確定性原理。
根據肯納德不等式：
{\displaystyle \sigma _{x}\sigma _{p}\geq \hbar /2}。

#### 導引
在希爾伯特空間內，任意兩個態向量{\displaystyle |\alpha \rangle }和{\displaystyle |\beta \rangle }，必定滿足施瓦茨不等式：:第16節:110-113
{\displaystyle \langle \alpha |\alpha \rangle \langle \beta |\beta \rangle \geq |\langle \alpha |\beta \rangle |^{2}}。
假設算符{\displaystyle {\hat {A}}}、{\displaystyle {\hat {B}}}為對應於可觀察量{\displaystyle A}、{\displaystyle B}的厄米算符：
{\displaystyle \alpha ={\hat {A}}\psi }，
{\displaystyle \beta ={\hat {B}}\psi }。
那麼，按照施瓦茨不等式，
{\displaystyle \langle {\hat {A}}\psi |{\hat {A}}\psi \rangle \langle {\hat {B}}\psi |{\hat {B}}\psi \rangle \geq |\langle {\hat {A}}\psi |{\hat {B}}\psi \rangle |^{2}}。
注意到任意複數的絕對值平方必定大於或等於其虛數部分的絕對值平方：
{\displaystyle |\langle {\hat {A}}\psi |{\hat {B}}\psi \rangle |^{2}\geq |{\mathfrak {im}}(\langle {\hat {A}}\psi |{\hat {B}}\psi \rangle )|^{2}={\frac {1}{4}}|2\ {\mathfrak {im}}(\langle {\hat {A}}\psi |{\hat {B}}\psi \rangle )|^{2}}；
其中，{\displaystyle {\mathfrak {im}}}表示取右邊項目的虛數。
複數的虛數部分等於這複數與其共軛複數的差額除以{\displaystyle 2i}：
{\displaystyle {\mathfrak {im}}(\langle {\hat {A}}\psi |{\hat {B}}\psi \rangle )={\frac {\langle {\hat {A}}\psi |{\hat {B}}\psi \rangle -\langle {\hat {A}}\psi |{\hat {B}}\psi \rangle ^{*}}{2i}}={\frac {\langle \psi |[A,B]|\psi \rangle }{2i}}}。
從上述這三條公式，可以得到不等式
{\displaystyle \langle A^{2}\rangle \langle B^{2}\rangle \geq {\frac {1}{4}}|\langle [A,B]\rangle |^{2}}。
執行以下替換：
{\displaystyle A\to A-\langle A\rangle }，
{\displaystyle B\to B-\langle B\rangle }。
那麼，
{\displaystyle \langle (A-\langle A\rangle )^{2}\rangle \langle (B-\langle B\rangle )^{2}\rangle \geq {\frac {1}{4}}|\langle [A-\langle A\rangle ,B-\langle B\rangle ]\rangle |^{2}={\frac {1}{4}}|\langle [A,B]\rangle |^{2}}。
定義標準差{\displaystyle \sigma _{X}}為
{\displaystyle \sigma _{X}\ {\stackrel {def}{=}}\ {\sqrt {\langle (X-\langle X\rangle )^{2}\rangle }}={\sqrt {\langle X^{2}\rangle -\langle X\rangle ^{2}}}}。
標準差就是不確定性。廣義不確定性原理的關係式為
{\displaystyle \sigma _{A}\sigma _{B}\geq {\frac {1}{2}}|\langle [A,B]\rangle |}。

##### 位置與動量的不確定性關係式
位置、動量等等可觀察量是由自伴算符來代表。當兩個算符{\displaystyle {\hat {A}}}和{\displaystyle {\hat {B}}}作用於一個函數{\displaystyle \psi (x)}時，它們不一定會對易。例如，設定{\displaystyle {\hat {B}}}為乘以{\displaystyle x}，設定{\displaystyle {\hat {A}}}為對於{\displaystyle x}的導數。那麼，
{\displaystyle ({\hat {A}}{\hat {B}}-{\hat {B}}{\hat {A}})\psi ={\frac {d}{dx}}(x\psi )-x{\frac {d}{dx}}\psi =\psi }。
使用算符語言，可以表達為
{\displaystyle {d \over dx}x-x{d \over dx}=1}。
這例子很重要。因為，它很像量子力學的正則對易關係。特別地，位置{\displaystyle x}和動量{\displaystyle p}的正則對易關係是
{\displaystyle [x,p]=({\hat {x}}{\hat {p}}-{\hat {p}}{\hat {x}})=-i\hbar x{\frac {d}{dx}}+i\hbar {\frac {d}{dx}}x=i\hbar }。
將這正則對易關係代入廣義不確定性原理的關係式，則可得到位置與動量的不確定性關係式
{\displaystyle \sigma _{x}\sigma _{p}\geq \hbar /2}。

#### 定域性波包
一個定域性的波包必定沒有很明確的波數。假設一個波包的尺寸大約為{\displaystyle L} ．那麼，通過點數波包的週期數{\displaystyle N}，可以知道其波數{\displaystyle k}：
{\displaystyle k=2\pi N/L}。
假若，點數{\displaystyle N}的不確定性為{\displaystyle \Delta N=1}，那麼，波數的不確定性是
{\displaystyle \Delta k=2\pi /L}。
根據德布羅意假說，{\displaystyle P=\hbar k}。因此，動量的不確定性是
{\displaystyle \Delta P=\hbar \Delta k={\frac {h}{L}}}。
由於粒子位置的不確定性是{\displaystyle \Delta X\approx L/2}，所以，這兩個不相容可觀察量的不確定性為:5-6
{\displaystyle \Delta P\Delta X\approx h/2}。

#### 高斯波包
高斯波函數的動量與位置不確定性關係式的計算，是一個很有啟發性的練習。設定一個粒子的波函數{\displaystyle \psi (x)}是高斯函數：:113
{\displaystyle \psi (x)=\left({\frac {A}{\pi }}\right)^{1/4}e^{-{Ax^{2}/2}}}。
由於對稱性，這粒子的位置期望值{\displaystyle \langle x\rangle }等於零。經過查閱積分手冊，位置標準差{\displaystyle \sigma _{x}}是
{\displaystyle \sigma _{x}^{2}=\langle x^{2}\rangle =\left({\frac {A}{\pi }}\right)^{1/2}\int _{-\infty }^{\infty }x^{2}e^{-Ax^{2}}\,\mathrm {d} x={\frac {1}{2A}}}。
接下來，傅立葉變換高斯函數{\displaystyle \psi (x)}至波數空間的波函數{\displaystyle \phi (k)}：
{\displaystyle {\begin{aligned}\phi (k)&={\frac {1}{\sqrt {2\pi }}}\int _{-\infty }^{\infty }\left({\frac {A}{\pi }}\right)^{1/4}e^{-{A \over 2}x^{2}}e^{-ikx}\,\mathrm {d} x\\&={\frac {1}{\sqrt {2\pi }}}\left({\frac {A}{\pi }}\right)^{1/4}\int _{-\infty }^{\infty }e^{-{A \over 2}(x+ik/A)^{2}-{k^{2}/2A}}\,\mathrm {d} x\\&={\frac {1}{\sqrt {2\pi }}}\left({\frac {A}{\pi }}\right)^{1/4}e^{-{k^{2}/2A}}\int _{-\infty }^{\infty }e^{-{A \over 2}(x+ik/A)^{2}}\,\mathrm {d} x\\\end{aligned}}} 。
為了要使得最右邊的積分跟波數{\displaystyle k}無關，做連續變數替換，{\displaystyle x\rightarrow x-ik/A}。那麼，
{\displaystyle \phi (k)={\frac {1}{\sqrt {2\pi }}}\left({\frac {A}{\pi }}\right)^{1/4}e^{-{k^{2}/2A}}\int _{-\infty +ik/A}^{\infty +ik/A}e^{-{A \over 2}x^{2}}\,\mathrm {d} x}。
由於這複平面的積分路徑的改變並沒有經過任何奇異點，得到的積分跟{\displaystyle k}無關。查閱積分手冊，可以得到波數空間的波函數
{\displaystyle \phi (k)=\left({\frac {1}{A\pi }}\right)^{1/4}e^{-k^{2}/2A}}。
由於對稱性，波數期望值{\displaystyle \langle k\rangle }等於零。經過查閱積分手冊，波數標準差{\displaystyle \sigma _{k}}是
{\displaystyle \sigma _{k}^{2}=\left({\frac {1}{A\pi }}\right)^{1/2}\int _{-\infty }^{\infty }k^{2}e^{-k^{2}/A}\,\mathrm {d} k={\frac {A}{2}}}。
根據德布羅意假說，{\displaystyle p=\hbar k}。所以，
{\displaystyle \sigma _{p}^{2}={\frac {A\hbar ^{2}}{2}}}。
因此，可以得到位置和動量的不確定性關係式：
{\displaystyle \sigma _{x}\sigma _{p}={\sqrt {1 \over 2A}}{\sqrt {A\hbar ^{2} \over 2}}={\frac {\hbar }{2}}}。
特別注意，由於波函數是高斯函數，這關係式很緊密，是個等號關係式。

## 羅伯森-薛丁格關係式
假設量子態{\displaystyle \psi }的任意兩個可觀察量分別標記為{\displaystyle A}和{\displaystyle B}，對應的測量標準差分別為{\displaystyle \sigma _{A}}和{\displaystyle \sigma _{B}}，那麼「羅伯森-薛丁格關係式」表示為
{\displaystyle \sigma _{A}^{2}\sigma _{B}^{2}\geq \left|{\frac {1}{2}}\langle \{{A},{B}\}\rangle -\langle {A}\rangle \langle {B}\rangle \right|^{2}+\left|{\frac {1}{2i}}\langle [{A},{B}]\rangle \right|^{2}}；
其中，{\displaystyle \{{A},\,{B}\}={A}{B}+{B}{A}}是{\displaystyle {A}}和{\displaystyle {B}}的反對易算符。
由於羅伯森-薛丁格關係式對於一般厄米算符都成立，這關係式可以給出任意兩種可觀察量的不確定關係式。以下為一些在文獻裏常見的關係式：
- 對於位置與動量，從正則對易關係{\displaystyle [{x},{p}]=i\hbar }，可以推導出肯納德不等式：

{\displaystyle \sigma _{x}\sigma _{p}\geq {\frac {\hbar }{2}}}。
- 總角動量{\displaystyle \mathbf {J} }的任意兩個直角分量的不確定性關係式為

{\displaystyle \sigma _{J_{i}}\sigma _{J_{j}}\geq {\frac {\hbar }{2}}\left|\left\langle J_{k}\right\rangle \right|}；
其中，{\displaystyle i\neq j\neq k}，{\displaystyle J_{i}}標記角動量沿著{\displaystyle x_{i}}-軸的分量。
這關係式意味著，除非{\displaystyle \mathbf {J} }的三個分量全部都為零，只有一個分量可以被明確設定。在做實驗時，這分量通常平行於外磁場或外電場。
- 根據金茲堡-朗道方程，在超導體內的電子數量{\displaystyle N}和相位{\displaystyle \phi }的不確定性關係式為[32]

{\displaystyle \Delta N\Delta \phi \geq 1}。

### 能量-時間不確定性原理
除了位置-動量不確定性關係式以外，最重要的應屬能量與時間之間的不確定性關係式無疑。能量-時間不確定性關係式並不是羅伯森-薛定諤關係式的明顯後果。但是，在狹義相對論裏，四維動量是由能量與動量組成，而四維坐標是由時間與位置組成，因此，很多早期的量子力學先驅認為能量-時間不確定性關係式成立：
{\displaystyle \Delta E\Delta t\gtrapprox {\frac {\hbar }{2}}}。
可是，他們並不清楚{\displaystyle \Delta t}的含意到底是什麼？在量子力學裏，時間扮演了三種不同角色：
1. 時間是描述系統演化的參數，稱為「外在時間」，它是含時薛定諤方程式的參數，可以用實驗室計時器來量度。
2. 對於隨時間而演化的物理系統，時間可以用動態變量來定義或量度，稱為「內秉時間」。例如，單擺的週期性震盪，自由粒子的直線運動。
3. 時間是一種可觀察量。在做衰變實驗時，衰變後粒子抵達偵測器的時刻，或衰變後粒子的飛行時間是很重要的數據，可以用來找到衰變事件的時間分佈。在這裏，時間可以視為可觀察量，稱為「可觀察時間」。

列夫·朗道曾經開玩笑說：「違反能量-時間不確定性很容易，我只需很精確地測量能量，然後緊盯著我的手錶就行了！」 儘管如此，愛因斯坦和波爾很明白這關係式的啟發性意義：一個只能暫時存在的量子態，不能擁有明確的能量；為了要擁有明確的能量，必須很準確地測量量子態的頻率，這連帶地要求量子態持續很多週期。
例如，在光譜學裏，激發態（excited state）的壽命是有限的。根據能量-時間不確定性原理，激發態沒有明確的能量。每次衰變所釋放的能量都會稍微不同。發射出的光子的平均能量是量子態的理論能量，可是，能量分佈的峰寬是有限值，稱為自然線寬（natural linewidth）。衰變快的量子態線寬比較寬闊；而衰變慢的量子態線寬比較狹窄。
衰變快的量子態的線寬大，不確定性大。為了要得到清晰的能量，實驗者甚至會使用微波空腔（microwave cavity）來減緩衰變率。這線寬效應，使得對於測量衰變快粒子靜止質量的工作，也變得很困難。粒子衰變越快，它的質量的測量越不確定。:80
關於能量與時間的不確定性原理時常會被錯誤地表述：假若，測量一個量子系統的能量至不確定性至多為{\displaystyle \Delta E}，那麼，需要的測量時間間隔為{\displaystyle \Delta t>h/\Delta E}。 這表述與蘭道的評論所提到的表述類似。亞基爾·阿哈羅諾夫和戴維·玻姆指出這表述不成立。 時間間隔{\displaystyle \Delta t}是系統維持大致不變、不受到擾動的時間間隔；而不是實驗儀器開啟關閉的測量時間間隔。
另外還有一種常見的錯誤概念，即能量-時間不確定性原理允許物理系統暫時違背能量守恆，物理系統可以從宇宙中暫時借用能量，只要能在短時間內全數還回就行。雖然這符合相對論性量子力學的精髓，但這是基於錯誤公理──在所有時間宇宙能量是完全已知參數。更正確地說，假若事件發生的時間間隔很短，則這事件的能量不確定性很大。因此，假設量子場論的計算涉及到暫時電子正子偶，這並不表示能量守恆被違背，而是量子系統的能量的不確定性並不能狹窄限制其物理行為。這樣，所有可能物理行為與相關影響都必須納入量子計算，包括那些具有能量比能量分佈平均值大很多或小很多的物理行為。:56真實系統的能量與無擾動系統的能量不同，不應混淆在一起。
1945年，雷歐尼·曼德斯坦（Leonid Mandelshtam）和伊戈爾·塔姆共同給出能量-時間不確定性原理的一種表述。假設某量子系統的含時量子態為{\displaystyle |\psi \rangle }，可觀察量為{\displaystyle B}。設定{\displaystyle \Delta t\ {\stackrel {def}{=}}\ {\cfrac {\Delta B}{\left|{\frac {\mathrm {d} }{\mathrm {d} t}}\langle B\rangle \right|}}}，則能量-時間不確定性關係式為
{\displaystyle \Delta E\Delta t\geq {\frac {\hbar }{2}}}；
其中，{\displaystyle \Delta E}是{\displaystyle |\psi \rangle }的能量標準差，而{\displaystyle \Delta t}是期望值{\displaystyle \langle B\rangle }減少或增加一個標準差{\displaystyle \Delta B}所需的時間間隔，即期望值{\displaystyle \langle B\rangle }明顯改變所需的時間間隔。

### 導引
根據埃倫費斯特定理，
{\displaystyle {\frac {\mathrm {d} }{\mathrm {d} t}}\langle B\rangle ={\frac {i}{\hbar }}\langle [{H},\,{B}]\rangle +\left\langle {\frac {\partial B}{\partial t}}\right\rangle }。
其中，{\displaystyle t}是時間，{\displaystyle H}是哈密頓量。
一般而言，算符不顯性地含時間。所以，稍加編排，取絶對值，可以得到
{\displaystyle |\langle [{H},\,{B}]\rangle |=\hbar \left|{\frac {\mathrm {d} }{\mathrm {d} t}}\langle B\rangle \right|}。
不確定性原理闡明，對於任意兩個可觀察量{\displaystyle H}和{\displaystyle B}，
{\displaystyle \Delta H\Delta B\geq {\frac {1}{2}}|\langle [{H},\,{B}]\rangle |}。
所以，
{\displaystyle \Delta H\Delta B\geq {\frac {\hbar }{2}}\left|{\frac {\mathrm {d} }{\mathrm {d} t}}\langle B\rangle \right|}。
對於量子態{\displaystyle |\psi \rangle }，哈密頓算符與能量{\displaystyle E}的關係是
{\displaystyle H|\psi \rangle =E|\psi \rangle }。
設定{\displaystyle \Delta t={\frac {\Delta B}{\left|{\frac {\mathrm {d} }{\mathrm {d} t}}\langle B\rangle \right|}}}。那麼，能量-時間不確定性關係式成立：
{\displaystyle \Delta E\Delta t\geq {\frac {\hbar }{2}}}。:110-114
在這裏，微分元素{\displaystyle dt}指的是外在時間，而時間間隔{\displaystyle \Delta t}指的是內秉時間，它與可觀察量{\displaystyle B}有關，並且與系統的量子態有關。

## 熵不確定性原理
對於表達概率分布的不確定性或擴展，最常使用的測度當屬標準差無疑。標準差的優點是容易做數學運算，但是，對於有些概率分布，例如柯西分布，標準差會發散，因此，標準差不適用於柯西分佈。除了標準差以外，還有很多種測度可以用來表達概率分布的不確定性或擴展，以下列出幾種具有這種功能的較常用的測度。:6-10
- 平均偏差（英语：mean deviation）：{\displaystyle {\mathfrak {D}}=\langle |x-\langle x\rangle |\rangle }；其中，{\displaystyle \langle \dots \rangle }的意思是取期望值。
- 主體寬度（英语：bulk width）：{\displaystyle W_{\alpha }=inf\{\mathbb {I} :\int _{\mathbb {I} }|\psi (x)|^{2}\mathrm {d} x\geq \alpha \}}；其中，{\displaystyle \alpha }是量子態為{\displaystyle \psi (x)}的粒子處於區域{\displaystyle \mathbb {I} }的概率，{\displaystyle inf}是在所有候選區域{\displaystyle \mathbb {I} }之中找取最短距離的區域。
- 香農熵：{\displaystyle H=-\int p(x)\ln(p(x))\mathrm {d} x}；其中，{\displaystyle p(x)}是概率分布。

應用於量子力學，量子態{\displaystyle \psi (x)}的位置與動量的香農熵分別定義為:第5.2節
{\displaystyle H_{x}=-\int |\psi (x)|^{2}\ln(|\psi (x)|^{2})\mathrm {d} x}、
{\displaystyle H_{p}=-\int |{\tilde {\psi }}(p)|^{2}\ln(|{\tilde {\psi }}(p)|^{2})\mathrm {d} p}；
其中，{\displaystyle {\tilde {\psi }}(p)}是{\displaystyle \psi (x)}的傅立葉變換，是動量空間的量子態。
位置與動量的夏農熵總和的下限為
{\displaystyle H_{x}+H_{p}\geq \ln(eh/2)}。
從逆對數索博列夫不等式，可以得到夏農熵與標準差的關係為
{\displaystyle H_{x}\leq \ln {{\sqrt {2\pi e}}\sigma _{x}}}、
{\displaystyle H_{p}\leq \ln {{\sqrt {2\pi e}}\sigma _{p}}}。
因此，可以得到比製備不確定性關係式更為嚴格的熵不確定性關係式：
{\displaystyle \sigma _{x}\sigma _{p}\geq {\frac {1}{2\pi e}}\exp \left(H_{x}+H_{p}\right)\geq {\frac {\hbar }{2}}}。

## 批評與反應
決定論與實在論的追隨者酷嗜將哥本哈根詮釋與海森堡不確定理論視為可供批評的雙重標靶。根據哥本哈根詮釋，量子態描述的並不是基礎實在，而是實驗計算求得的結果。沒有任何量子理論可以得知系統狀態的基礎本質，量子理論只能預測做實驗觀察的結果。
愛因斯坦認為，不確定性原理顯示出波函數並沒有給出一個粒子的量子行為的完全描述；波函數只預測了一個粒子系綜的機率性量子行為。波耳則主張，波函數已經給出了關於一個粒子量子行為的描述，從波函數求得的機率分佈是基礎的，一個粒子只能擁有明確的位置或動量，不能同時擁有兩者。這是不確定性原理的真諦，如同俗語魚與熊掌不可兼得，一個粒子不能同時擁有明確的位置與明確的動量。兩位物理大師的辯論，對於不確定性原理以及其所涉及的種種物理問題，延續了很多年。21世紀最初十年裏獲得的一些實驗結果對於不確定原理的適用範圍持嚴格懷疑態度。

### 愛因斯坦狹縫
愛因斯坦提出了一個思想實驗來挑戰不確定性原理，稱為「愛因斯坦狹縫問題」。愛因斯坦認為這個思想實驗能夠同時量度出粒子明確的位置與動量：:267-273
愛因斯坦狹縫問題的實驗裝置與單狹縫實驗的裝置類似。最大的不同就是只考慮一個粒子的量子行為。如右圖所示，假設在一塊擋板的內部刻有一條狹縫，朝著這狹縫垂直地發射一個粒子，這粒子穿過了狹縫，再移動一段行程後，抵達偵測屏。假若不確定性原理是正確的，那麼，這寬度為{\displaystyle w}的狹縫，在粒子通過的時候，給予了粒子的朝上下方向的動量大約{\displaystyle \hbar /w}的不確定性。但是，可以測量擋板的反衝作用所造成的動量至任意準確度。根據動量守恆定律，粒子的動量等於擋板的反衝動量，取至任意準確度，而粒子位置的不確定性只有{\displaystyle w}，所以，不確定性原理不成立。
為了要更明顯地表現愛因斯坦的點子，波耳設計出一個改良的實驗裝置。波耳回應，擋板也是量子系統的一部分。假若要測量反衝作用的動量至準確度低於{\displaystyle \Delta p}，則必須知道，在粒子通過前後，擋板的動量至準確度低於{\displaystyle \Delta p}。這前提引出了擋板位置的不確定性{\displaystyle \Delta x\approx \hbar /\Delta p}。這不確定性會連帶轉移成為狹縫位置的不確定性和粒子位置的不確定性，因此必須遵守不確定性原理。

### 愛因斯坦光盒
1930年，在第六次索爾維會議，愛因斯坦發表了一個思想實驗，來挑戰能量-時間不確定性原理，{\displaystyle \Delta E\Delta t\geq \hbar /2}。這個實驗與愛因斯坦狹縫實驗類似，只是在這裏，粒子穿過的狹縫是時間：
試想一個裝滿了光子的盒子。在盒子的一邊有一個孔徑，盒子內部的時鐘可以通過控制器將孔徑外的快門開啟短暫時間間隔{\displaystyle \Delta t}，發射出一顆光子，然後再將快門關閉。為了要測量發射出去的光子的能量，必須量度發射前與發射後盒子的質量{\displaystyle m}，應用狹義相對論的質能方程式{\displaystyle E=mc^{2}}，就可以計算出來失去的能量{\displaystyle E}。理論而言，快門的開啟時間間隔是個常數，只要能讓一個光子發射出去就行，而盒子的質量可以量度至任意準確度，因此{\displaystyle \Delta E\Delta t<\hbar /2}，能量-時間不確定性原理不成立。
經過整晚思考愛因斯坦的巧妙論述，玻爾終於找到了這論述的破綻。玻爾於1948年正式發表了他的反駁， 他指出，為了保證實驗的正確運作，必須用彈簧將盒子懸吊起來，在盒子的另一邊固定一個指針。盒子的支撐架固定了一根直尺。指針所指在直尺的數目，可以用來紀錄盒子的位置。根據位置-動量不確定性原理，測量盒子位置的不確定性{\displaystyle \Delta q}與測量盒子動量的不確定性{\displaystyle \Delta p}，兩者之間的關係式為：
{\displaystyle \Delta q\Delta p\approx h}。
從牛頓運動定律可以推論，質量的不確定性{\displaystyle \Delta m}會造成動量的不確定性{\displaystyle \Delta p}，所以動量的不確定性{\displaystyle \Delta p}下限為
{\displaystyle \Delta p>\Delta mgT}；
其中，{\displaystyle T}是測量質量所需的時間間隔（不是快門開啟的時間間隔），{\displaystyle g}是萬有引力常數。
按照廣義相對論，假若將時鐘朝著引力方向移動{\displaystyle \Delta q}，則其量度時間的不確定性{\displaystyle \Delta T}為
{\displaystyle \Delta T/T=g\Delta q/c^{2}}；
從上述三個方程式，可以得到
{\displaystyle \Delta T\Delta m>h/c^{2}}。
將質能方程式代入，則有關係式
{\displaystyle \Delta T\Delta E>h}。
因此，能量-時間不確定性原理。波耳又一次化解了愛因斯坦提出的難題，但是，假設將光子更換為普通氣體粒子，則這問題只涉及到非相對論性量子力學，為甚麼需要使用相對論來解析這問題？實際而言，使用量子力學的理論就可以解釋這難題了。:27-28另外，愛因斯坦的{\displaystyle \Delta t}是快門開啟的時間間隔，而玻爾的{\displaystyle \Delta T}則是量度盒子質量的時間不確定性，兩者不是同一個變量，因此，玻爾並沒有精準地反駁愛因斯坦的問題。

### EPR佯謬
1935年，愛因斯坦、鮑里斯·波多爾斯基、納森·羅森共同發表了EPR佯謬，分析兩個相隔很遠粒子的量子糾纏現象。愛因斯坦發覺，測量其中一個粒子A，會同時改變另外一個粒子B的機率分佈，但是，狹義相對論不允許信息的傳播速度超過光速，測量一個粒子A，不應該瞬時影響另外一個粒子B。這個悖論促使波耳對不確定性原理的認知做出很大的改變，他推斷不確定性並不是因直接測量動作而產生。
從這思想實驗，愛因斯坦獲得寓意深遠的結論。他相信一種「自然基礎假定」：對於物理實在的完備描述必須能夠用定域數據來預測實驗結果，因此，這描述所蘊含的信息超過了不確定性原理（量子力學）的允許範圍，這意味著或許在完備描述裏存在了一些定域隱變量，而當今量子力學裏並不存在這些定域隱變量，他因此推斷量子力學並不完備。
1964年，約翰·貝爾對愛因斯坦的假定提出質疑。他認為可以嚴格檢驗這假定，因為，這假定意味著幾個不同實驗所測量獲得的機率必須滿足某種理論不等式。依照貝爾的提示，實驗者做了很多關於這悖論的實驗，獲得的結果確認了量子力學的預測，因此似乎排除了定域隱變量的假定。但這不是故事的最後結局。雖然，仍可假定「非定域隱變量」給出了量子力學的預測。事實上，大衛·波姆就提出了這麼一種表述。對於大多數物理學家而言，這並不是一種令人滿意的詮釋。他們認為量子力學是正確的。因為經典直覺不能對應於物理實在，EPR佯謬只是一個悖論。EPR佯謬的意義與到底採用哪一種詮釋有關。哥本哈根詮釋主張，測量這動作造成了瞬時的波函數塌縮。但是，這並不是瞬時的因果效應。測量這動作只涉及到對於物理系統的定量描述，並沒有涉及到整個物理系統。多世界詮釋主張，測量動作只會影響被測量粒子的量子態，因此定域性相互作用嚴格地被遵守。採用多世界詮釋，可以對貝爾提出的質疑給予解釋。

### 波普爾批評
卡爾·波普爾是以做為一位邏輯學者與形而上學實在論者所持有的態度來研究不確定性問題。 他認為不應該將不確定性關係應用於單獨粒子，而是應該應用於粒子系綜，即很多以同樣方法製備出來的粒子。 根據這種統計詮釋，實驗者可以精心設計測量運作，使得測量運作能夠滿足任意準確度，又不違反量子理論。
1934年，波普爾發表論文《評論不確定性關係》（《Critique of the Uncertainty Relations》），同年又發表著作《科學發現的邏輯》（《The Logic of Scientific Discovery》），其中，他給出統計詮釋的論點。1982年，在著作《量子理論與物理學分歧》裏，他將自己的理論更加推進，他寫明：
無可置疑地，從量子理論的統計公式可以推導出海森堡的公式。但是，很多量子理論者慣常性地錯誤詮釋了這些公式，他們認為這些公式可以詮釋為決定測量精確度的某種上限。（原文以斜體強調）——卡爾·波普爾
波普爾提出了一個證偽不確定性關係的實驗，但在與卡爾·馮·魏茨澤克、海森堡、愛因斯坦會談後，他又將初始版本收回。這實驗可能影響了後來EPR思想實驗的表述。 1999年，波普爾實驗的一個版本成功付諸實現。

### 反駁實證
維也納科技大學（Vienna University of Technology）的長谷川祐司（Yuji Hasegawa）准教授與名古屋大學的小澤正直（Masanao Ozawa）教授等學者於2012年1月15日發表反駁海森堡不確定性原理的實證結果。他們用兩台儀器分別測量中子的自旋角度並計算後，得到了比海森堡不確定性原理所示誤差更小的測量結果，此即證明海森堡不確定性原理所主張的測量極限是錯誤的。

## 參閱
- 對應原理
- 量子力学入门
- 量子非破壞性測量（quantum nondemolition measurement）
- 壓縮相干態（squeezed coherent state）

## 外部連結
- Uber den anschaulichen Inhalt der quantentheoretischen Kinematik und Mechanik（页面存档备份，存于）－1927年3月23日，萊納斯·鮑林親手註譯的發表前檢稿．
- 《Remarks on the origin of the relations of uncertainty （页面存档备份，存于）》全文翻譯（出自台大物理系系刊《時空》第23期）
- Quantum mechanics: Myths and facts（页面存档备份，存于）
- Uncertainty Principle（页面存档备份，存于） –史丹佛哲學百科全書關於不確定原理的網頁
- Uncertainty Principle（页面存档备份，存于） –美國物理學院關於不確定原理的網頁
- Time-Energy Uncertainty Relation （页面存档备份，存于） –物理學家約翰·貝伊茲關於能量-時間不確定性關係式的網頁
- The certainty principle（页面存档备份，存于） –確定性原理
- 对不确定性原理通俗易懂的动画解释 （页面存档备份，存于），简体中文字幕